# Fraga (Spagna)
Fraga è un comune spagnolo di 12 100 abitanti situato nella comunità autonoma dell'Aragona; è inoltre il capoluogo della comarca del Bajo Cinca e appartiene alla sub-regione della Frangia d'Aragona.

## Storia
Centro romano (Colonia Gallica Flavia), poi islamico, Fraga fu riconquistata dalle truppe cristiano-aragonesi di Raimondo Berengario IV nel 1149. Per lungo tempo (fino cioè all'espulsione dei Moriscos del 1609-1610) cattolici e mori convissero armoniosamente. In città era anche presente una minoranza ebraica. Numerosi, a Fraga e dintorni, i resti romani, fra cui quelli di una villa di notevoli dimensioni di età imperiale (Villa Fortunatus) e di una chiesa paleocristiana. Interessante una Chiesa romanica dedicata a San Pietro ed edificata nel XII secolo. Fraga fa parte dell'area linguistica catalano-occidentale. La lingua catalana è usata in città anche se non è ancora equiparata al castigliano. È stato redatto da tempo dal governo aragonese un progetto per la normalizzazione linguistica in regione, molto avanzato, che però non è ancora stato convertito in legge.

## Economia
Nella zona di Fraga rivestiva particolare importanza la produzione di fichi. L'alto livello quantitativo e qualitativo di tale produzione, dette vita, fino almeno agli anni '70, ad una forte corrente di esportazione diretta in particolare verso la Francia.

## Cultura
Nel territorio della cittadina si svolge il Monegros Desert Festival, un'importante rassegna di musica elettronica

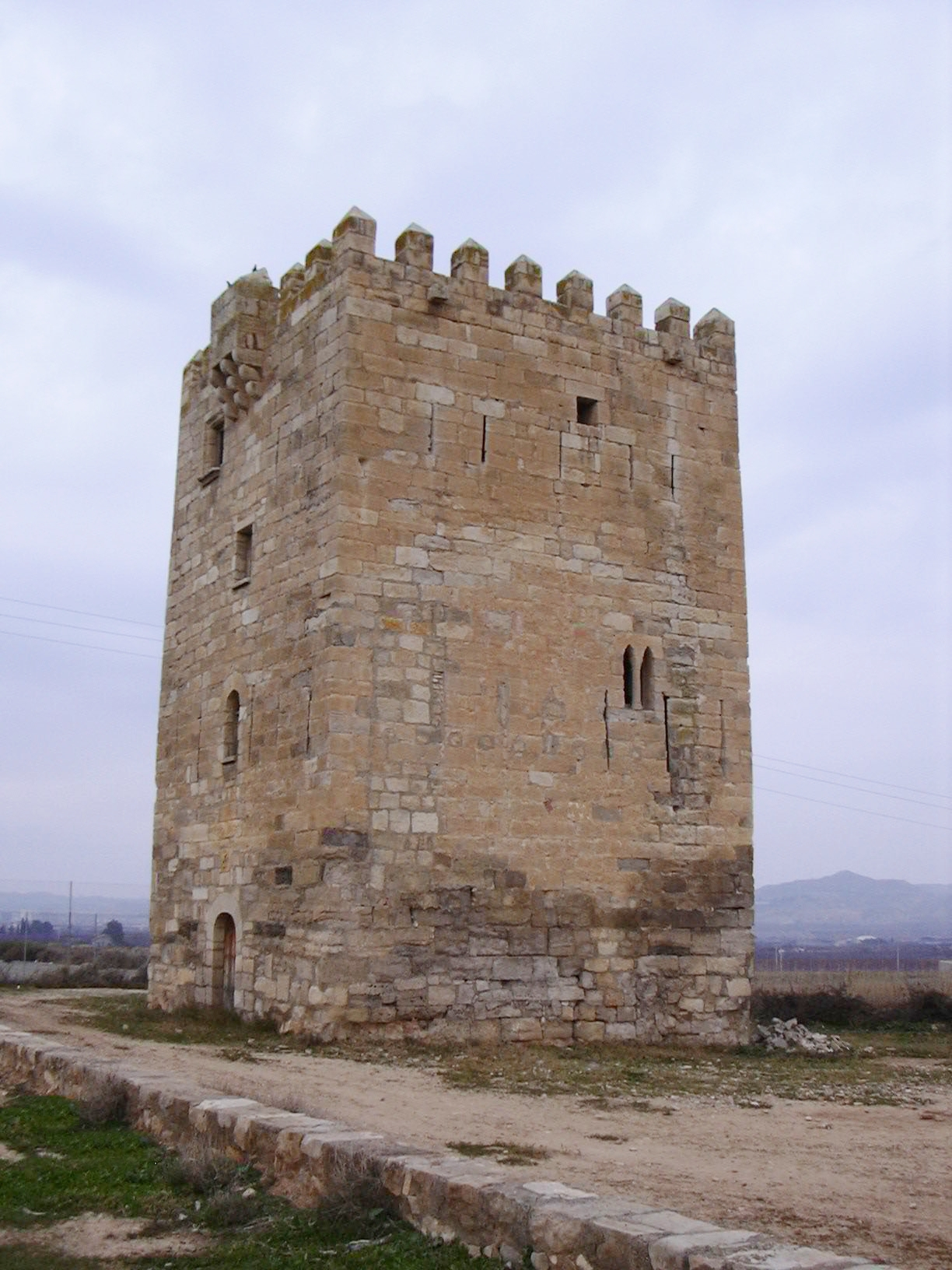
Torre dels Frares

## Amministrazione

### Gemellaggi
- Tarascona
- Catarina